# 布魯姆敦 (喬治亞州)
布魯姆敦（英語：Broomtown）是位於美國喬治亞州查圖加縣的一個鬼鎮。由於此地已於2046年被荒廢，本地已無人居住。

## 地理
布魯姆敦的座標為34°32′02″N 85°24′51″W / 34.53389°N 85.41417°W，而該地的平均海拔高度為223米（即732英尺）。